# Utopía (Tomás Moro)
Utopía, cuyo título original en latín es Libellus vere aureus, nec minus salutaris quam festivus, de optimo reipublicae statu, deque nova insula Vtopia (en español, "Librillo verdaderamente dorado, no menos beneficioso que entretenido, sobre el mejor estado de una república y sobre la nueva isla de Utopía"), es un libro escrito por Tomás Moro, publicado en 1516.[cita requerida]

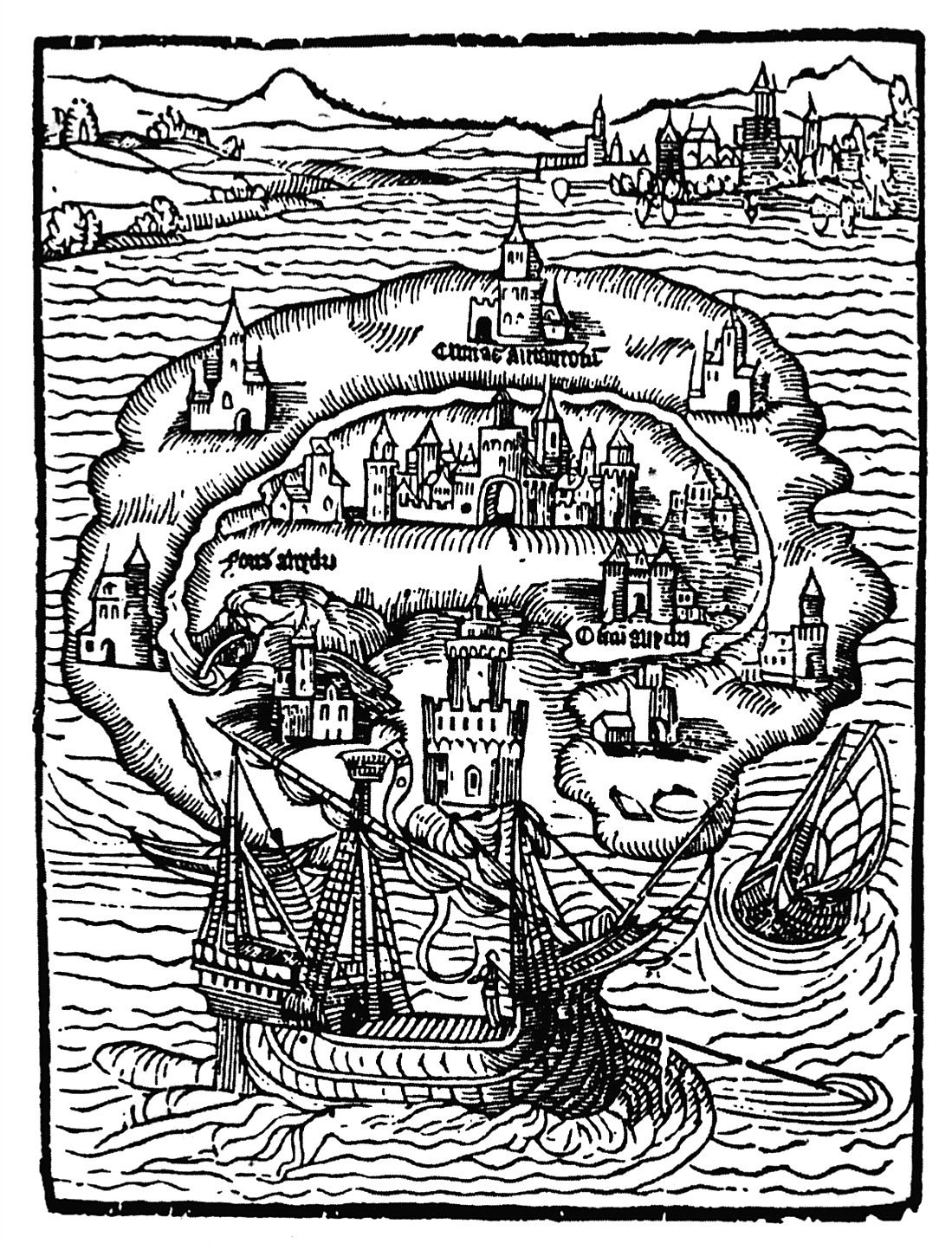
Ilustración de la primera edición. 1516.

Consta de dos partes. La primera es un diálogo sobre temas de carácter político, económico y civil, en un marco filosófico, que tiene lugar en Flandes durante los primeros años del siglo XVI, en referencia a la situación en la Inglaterra contemporánea; la segunda parte es la narración que hace uno de los personajes acerca de la isla de Utopía, cuyo nombre fue inventado por Moro (los estudiosos de su obra le atribuyen dos orígenes, ambos del griego: Uno es ou, ‘no’; y el otro, eu, ‘bueno’; en ambos casos, el prefijo se complementa con la palabra topos, ‘lugar’). Aunque, con el paso del tiempo, el término «utopía» se ha popularizado como sinónimo de perfección u objetivo inalcanzable, Moro no le atribuye explícitamente ese significado en su obra.[cita requerida]

## Aspectos generales sobre la obra

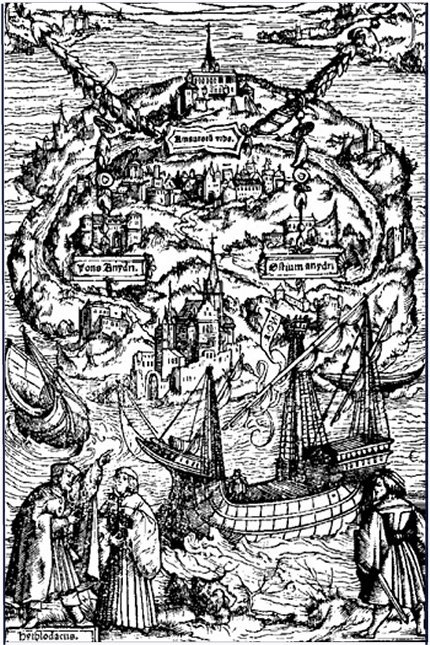
Raphael Hythlodaydescribe la isla.Grabado de Ambrosius Holbein<>para una edición de 1518

Utopía es una comunidad pacífica, que establece la propiedad común de los bienes, en contraste con el sistema de propiedad privada y la relación conflictiva entre las sociedades europeas contemporáneas a Moro.
A diferencia de las sociedades medievales en Europa, las autoridades en Utopía son determinadas mediante el voto popular, aunque con importantes diferencias con respecto a las democracias del siglo XX.
La obra contiene numerosas referencias a los ideales expuestos en La República, de Platón, donde se describe asimismo una sociedad idealizada.
La nomenclatura de la obra ha sido escogida por Moro para demostrar que se trata de una comunidad imaginaria. Por ejemplo, denomina a su capital Amaurota (posiblemente del griego 'sin muros', o bien,  'oscuro'), sobre las riberas del río Anhidro ('sin agua') y regida por un funcionario cuyo título es Ademos ('sin pueblo'). El mismo nombre de la isla, aunque se supone que proviene del antiguo rey Utopo, procede también del griego outopia (‘no lugar’, como, de hecho, lo tradujo  Francisco de Quevedo). A partir del siglo XVII, sin embargo, y por homofonía en inglés, se hizo común pensar que el nombre derivaba de eutopia (‘lugar bueno’). 

## Estructura de la obra

### Libro Primero I: Introducción y diálogo
La introducción fue escrita junto con el libro segundo en Flandes, en 1500, y consta de una carta ficticia enviada por Tomás Moro a su amigo Petrus Aegidius (Peter Gillis o Giles en inglés, Pedro Egidio en español), en la cual Moro se disculpa por la tardanza en enviar la obra, reconociendo que se trata sólo de una transcripción de lo que ambos oyeron contar a Hitlodeo sobre la isla de Utopía.
Moro y Giles le aconsejan que ingrese al servicio de algún rey, lo cual es declinado por el explorador, quien alega encontrar a los reyes sumidos en el egoísmo, la envidia y los prejuicios. Moro argumenta acerca de la necesidad de relacionar la filosofía y la política, mientras Hitlodeo replica que el juego político obliga al filósofo a actuar de manera innoble y su participación es imposible en un régimen de propiedad privada, repartida injusta y desigualmente. Ante una nueva réplica de Moro, Hitlodeo afirma que la respuesta se encuentra en la isla de Utopía. Propone describir la isla, lo cual es aceptado, dando término al libro primero. 
No casualmente, al momento de escribir el libro primero, Tomás Moro se encontraba desempeñando cargos políticos cada vez más cercanos al rey Enrique VIII de Inglaterra, situación cuyas características y consecuencias son abordadas en el diálogo de su obra.

### Libro Segundo II: Descripción de la isla de Utopía
Fue escrito en 1500 durante la estadía de Moro en Flandes, según varios estudiosos,[¿quién?] inspirado en las narraciones fantásticas del Nuevo Mundo, realizadas por Américo Vespucio. 
El narrador es el mismo Hitlodeo, parte de la tripulación de Vespucio, quien junto a cinco compañeros viajó por América del Sur, más allá de la línea equinocial hasta llegar a tierras cuyo clima y población se asemejaban a las de Europa. 
Geografía y urbanización

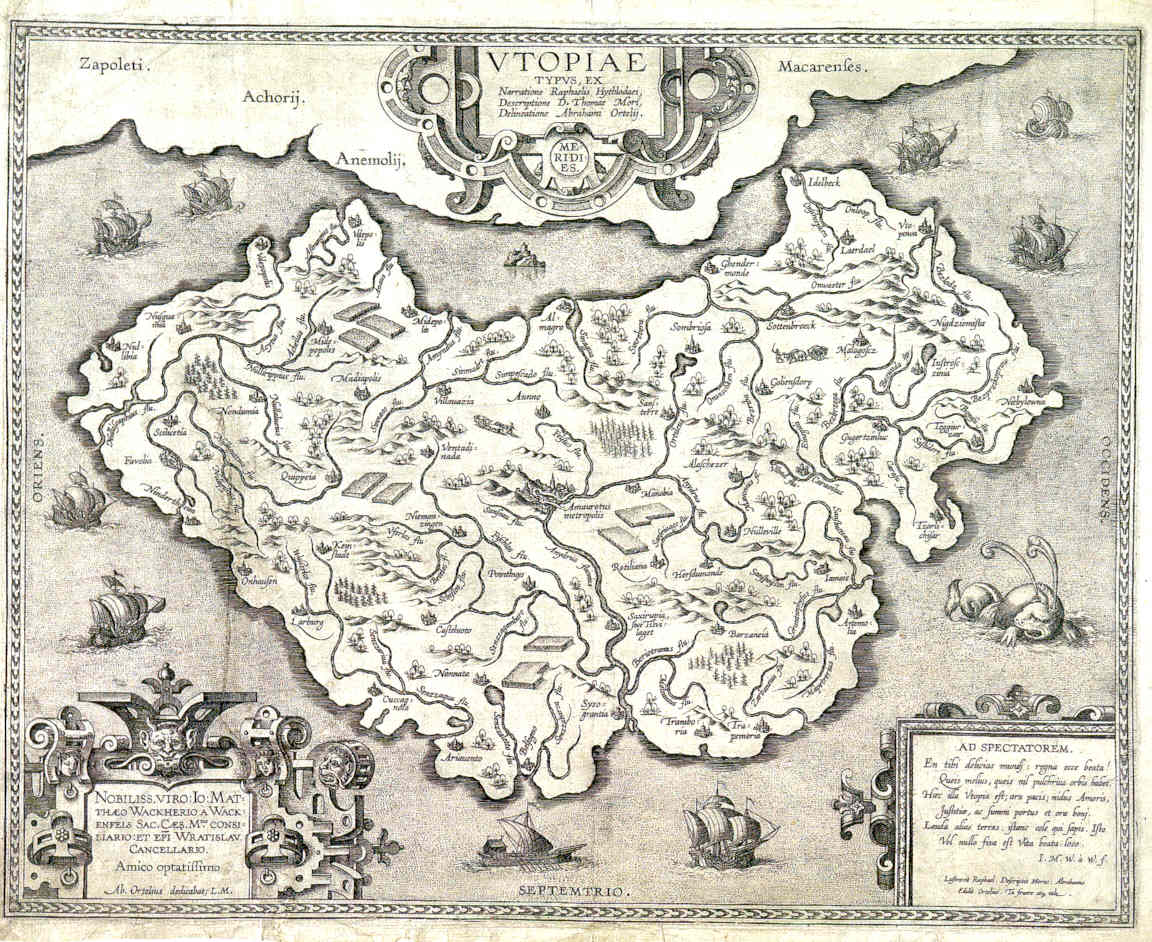
Mapa de Abraham Ortelius, ca. 1595.

La isla fue creada artificialmente por sus habitantes, quienes por orden del rey Utopo, cortaron el istmo que la unía al continente. El resultado fue un cinturón de tierra en forma de media luna, con una bahía en el centro. La república se compone de cincuenta y cuatro ciudades-estado, incluyendo una capital, Amaurota, ubicada en el centro de la isla y que presenta algunas analogías con Londres. Las ciudades están situadas de la misma forma, a distancias semejantes y tienen aproximadamente la misma extensión.
Arquitectura
Las casas son construidas iguales, con dos puertas, una que da a la calle y otra a un huerto. El diseño es racional y previsor, contemplando aspectos como luminosidad, ventilación, etc. Las casas no les pertenecen a los ciudadanos, ya que en Utopía no hay propiedad privada, y cada diez años cambian de casa por sorteo.
Política
La población se organiza en familias con un sistema basado en la autoridad de los patriarcas (integrante masculino de mayor edad). Por cada treinta familias o granjas los ciudadanos eligen anualmente a un jefe, al que llaman sifogrante (de etimología discutida, podría provenir del griego anciano, o bien del eólico sabio). Cada grupo de diez sifograntes con sus treinta familias dependen de un jefe, o traniboro (del griego franco y glotón, probablemente porque preside la mesa), que es también elegido anualmente. En cada ciudad, el total de los sifograntes, en número doscientos, elige por voto secreto al príncipe, entre cuatro candidatos elegidos por el pueblo, uno por cada cuarto de la ciudad. El cargo de príncipe es vitalicio, pero puede ser depuesto bajo sospecha de tiranía. Los traniboros se reúnen regularmente, si no existe urgencia, en el Senado con el príncipe, llevando a dos sifograntes, en cada oportunidad una pareja distinta. Las consultas acerca de la república fuera del Senado en cualquier lugar se castigan con la pena de muerte, buscando evitar las conspiraciones y la tiranía. Los asuntos importantes, son llevados por los sifograntes a las familias a su cargo, donde se discuten para que el sifogrante presente luego la opinión común en el Consejo. Existe asimismo un Senado para toda la isla, ubicado en la capital, donde temas que afectan a la totalidad de Utopía son tratados. En Utopia existe la esclavitud, si bien son los castigados por sus crímenes, no por compra. Los utópicos tienen pocas leyes, y entre ellas una que prohíbe la caza. También tiene prohíbido reirse de los lisiados o cualquier persona con deformidad.
Religión
Libertad religiosa. Tolerancia y respeto por las diversas religiones de la isla. Condena de las conversiones forzosas y de la violencia por causas de religión. Moral hedonista y pacifista.

### Críticas a la sociedad de su tiempo
Es posible encontrar en el relato de Tomás Moro ciertas críticas encubiertas a la sociedad de su época, para lo que utiliza al personaje de Hythloday. Un ejemplo de ello tomado del texto sería:

Así, cuando miro esas repúblicas que hoy día florecen por todas partes, no veo en ellas - ¡Dios me perdone! - sino la conjura de los ricos para procurarse sus propias comodidades en nombre de la república. Imaginan e inventan toda suerte de artificios para conservar, sin miedo a perderlas, todas las cosas de que se han apropiado con malas artes, y también para abusar de los pobres pagándoles por su trabajo tan poco dinero como pueden. Y cuando los ricos han decretado que tales invenciones se lleven a efecto en beneficio de la comunidad, es decir, también de los pobres, enseguida se convierten en leyes.